# Jerzy Stankiewicz

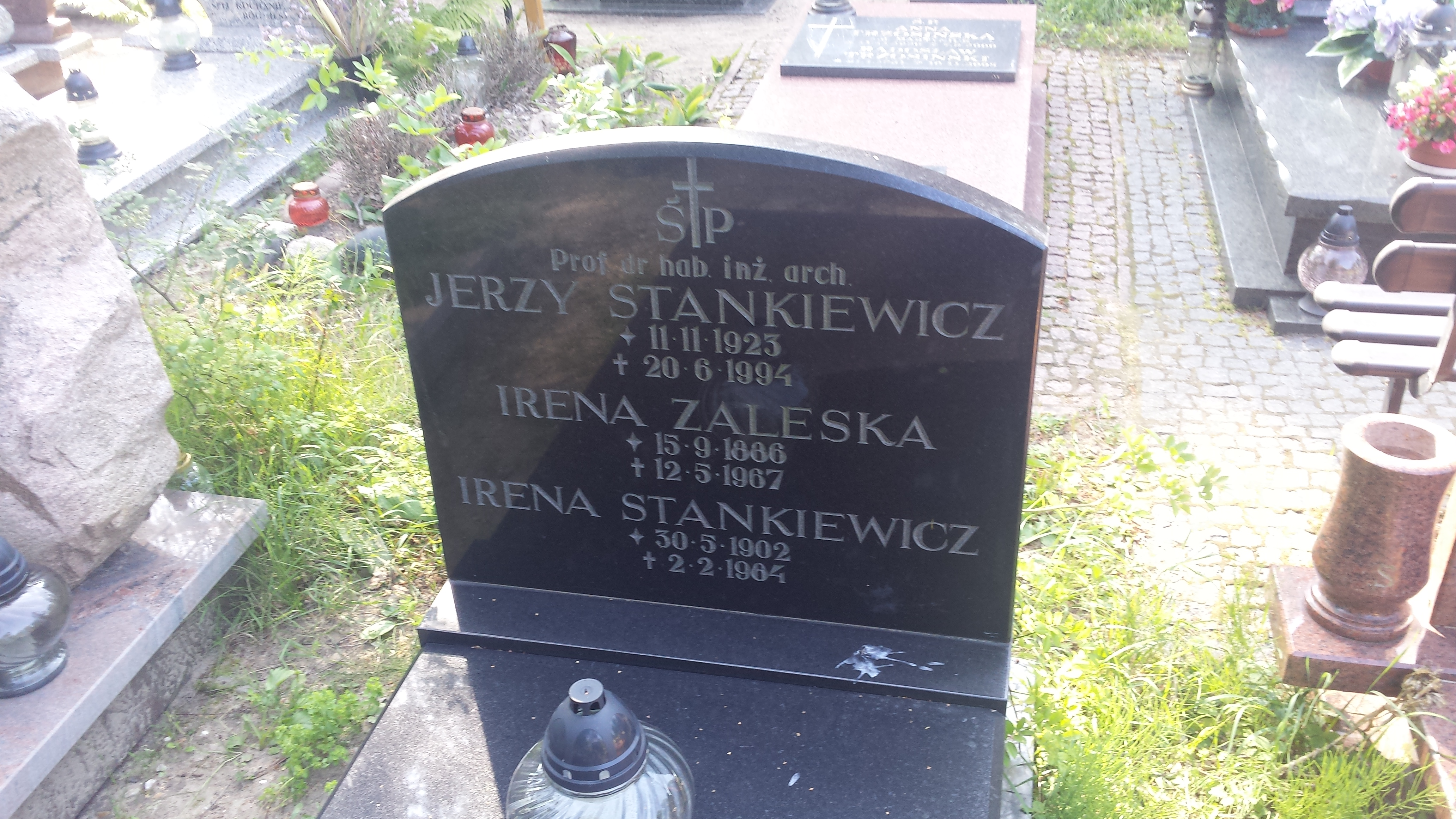
Grób profesora Jerzego Stankiewicza na cmentarzu Oliwskim

Jerzy Józef Stankiewicz (ur. 11 listopada 1923 w Wilnie, zm. 20 czerwca 1994 w Gdańsku) – polski architekt, konserwator zabytków, historyk architektury, profesor Politechniki Gdańskiej

## Życiorys
Był synem Jerzego Emanuela Wiktora, inżyniera mechanika, i Ireny z Zaleskich, nauczycielki historii i pedagogiki. 
W 1938 musiał przerwać naukę w Gimnazjum im. Zygmunta Augusta w Wilnie z powodu choroby Heinego-Medina (trwały niedowład nogi i ręki). Zdał maturę na tajnych kompletach wileńskiego Gimnazjum im. Adama Mickiewicza i ponownie w 1945 w liceum ogólnokształcącym w Bydgoszczy. W czasie niemieckiej okupacji Wilna pomagał matce w akcji tajnego nauczania.
Od września 1945 mieszkał w Gdańsku-Oliwie i studiował na Wydziale Architektury Politechniki Gdańskiej. We wrześniu 1950 został kierownikiem zespołu w Pracowni Rekonstrukcji Architektury Zabytkowej Centralnego Biura Projektów i Studiów Budownictwa Osiedlowego w Gdańsku. Na tym stanowisku kierował pracami nad projektem rekonstrukcji wnętrz Domu Uphagena. W grudniu 1950 obronił pracę magisterską pt. Wczesnośredniowieczne koncepcje kościoła cysterskiego w Oliwie. Od września 1951 pracował jako asystent w Katedrze Historii Architektury (w 1953 awansował na adiunkta, w 1957 – na starszego adiunkta).
Nie mógł podjąć pracy w Katedrze Architektury z powodu negatywnej oceny politycznej zarysu dziejów Gdańska opublikowanego w 1949 r. w piśmie Politechniki „Jednodniówka”. W latach 1953–1958 pracował z zespołem nad tworzeniem dokumentacji kamienic, murów obronnych Głównego Miasta, zabudowy Wyspy Spichrzów w Gdańsku oraz Starego Miasta w Elblągu. Dokonywał także inwentaryzacji zabytków Pomorza od Elbląga (1956) po Lębork i powiat człuchowski (1967) na potrzeby Katalogu zabytków sztuki w Polsce. Współpracował w tym zakresie z Franciszkiem Mamuszką, Januszem Ciemnołońskim i Ryszardem Massalskim.
W roku akademickim 1956/1957 prowadził wykłady z historii architektury polskiej na kursie magisterskim Politechniki Szczecińskiej. 20 maja 1961 obronił pracę doktorską pt. Średniowieczne fortyfikacje Głównego Miasta w Gdańsku, której promotorem był Marian Osiński. 12 listopada 1963 r. habilitował się na podstawie pracy Kartuzja Gdańska. Dzieje rozwoju układu przestrzennego Kartuz oraz kartuskiego zespołu klasztornego. W 1964 otrzymał stopień docenta, a 3 lutego 1977 – profesora nadzwyczajnego. Prowadził ćwiczenia i wykłady z przedmiotów: historia architektury, ochrona i konserwacja zabytków, rysunek architektoniczny. W latach 1965–1969 był prodziekanem Wydziału Architektury Politechniki Gdańskiej ds. naukowych, od 1 października 1968 kierownikiem Katedry Historii Architektury Polskiej (nazwy po przekształceniach: Zakład Historii Architektury, Katedra Historii i Teorii Architektury). a od 1971 do 1975 – zastępcą dyrektora ds. naukowo-badawczych Instytutu Architektury i Urbanistyki. W latach 1965–1975 redagował „Zeszyty Naukowe Politechniki Gdańskiej – Seria Architektura”. W latach 1975–1982 wykładał także na Politechnice Łódzkiej.
Należał do Komitetu Urbanistyki i Architektury Polskiej Akademii Nauk, Stowarzyszenia Architektów Polskich (1954–1956 sekretarz oddziału, 1956–1958 wiceprezes), Związku Nauczycielstwa Polskiego, Gdańskiego Towarzystwa Naukowego, Towarzystwa Przyjaciół Gdańska, Towarzystwa Przyjaciół Sopotu. Od 1972 był przewodniczącym Rady Muzealnej Kaszubskiego Parku Etnograficznego we Wdzydzach. Zasiadał w Radzie Naukowej Muzeum Historii Miasta Gdańska oraz Państwowego Przedsiębiorstwa Pracownie Konserwacji Zabytków (PP PKZ) w Warszawie. W 1973 został członkiem Polskiego Komitetu Narodowego International Council of Monuments and Sites (ICOMOS) oraz Rady Dóbr Kultury przy Ministerstwie Kultury i Sztuki. W latach 1984–1987 był wiceprezesem Zarządu Głównego Stowarzyszenia Konserwatorów Zabytków (w 1993 został jego członkiem honorowym, a w 2000 – patronem oddziału gdańskiego). W 1984 doprowadził do podpisania umowy o współpracy między Politechniką Gdańską a uniwersytetem technicznym w Kaiserslautern. Współpracował z Polskim Słownikiem Biograficznym.
Nie udało mu się ukończyć opracowywanej z Bohdanem Szermerem monografii Gdańsk. Jego dzieje i architektura. Zmarł na obustronne zapalenie płuc w szpitalu w Gdańsku-Zaspie. Został pochowany na cmentarzu Oliwskim w Gdańsku (kwatera 13-7-6). 

## Wybrane publikacje
- Strakowscy – fortyfikatorzy, architekci i budowniczowie gdańscy (Gdańsk 1955)
- Oliwa. Dzieje i zabytki (Gdańsk 1959, współpraca – Franciszek Mamuszka)
- Gdańsk. Rozwój urbanistyczny i architektoniczny oraz powstanie zespołu Gdańsk-Sopot-Gdynia z Bohdanem Szermerem (Warszawa 1958)
- Hasło Gdańsk w Słowniku starożytności słowiańskich (Wrocław 1964)
- Ze studiów nad fortyfikacjami pruskimi na ziemiach polskich (Studia i Materiały do Historii Wojskowości T. 12: 1966 cz. 1)
- Rozwój urbanistyczny i architektoniczny Gdańska z Ryszardem Massalskim [w:] Gdańsk. Jego dzieje i architektura (Warszawa 1969)

## Ordery i odznaczenia
- Krzyż Kawalerski Orderu Odrodzenia Polski (1979)
- Złoty Krzyż Zasługi (1970)
- Medal Komisji Edukacji Narodowej (1978)
- Złota Odznaka „Za opiekę nad zabytkami”
- Złota Odznaka SARP (1988)
- Odznaka honorowa „Za zasługi dla Gdańska” (1965)

Źródło:.

## Nagrody
- Nagroda Ministra Szkolnictwa Wyższego (1964)
- Nagroda Wydziału IV Nauk Technicznych PAN (1970)
- Nagroda Miasta Gdańska w Dziedzinie Kultury „Splendor Gedanensis” (1973)[6]
- Nagroda Wojewody Gdańskiego (1974)
- Nagroda Ministra Kultury i Sztuki (1985)[7]
- Nagroda Prezydenta Miasta Gdańska (1986)

Źródło:.

## Upamiętnienie
Jest patronem Zespołu Szkół Budowlano – Architektonicznych w Gdańsku oraz tramwaju Pesa Swing 120NaG SWING Gdańskich Autobusów i Tramwajów o numerze bocznym 1021. Od 2000 funkcjonuje nagroda imienia prof. Jerzego Stankiewicza przyznawana przez kapitułę reprezentującą  gdańskie oddziały Stowarzyszenia Konserwatorów Zabytków, Stowarzyszenia Historyków Sztuki oraz Sekcji Konserwatorów Dzieł Sztuki przy Związku Polskich Artystów Plastyków za osiągnięcia w dziedzinach historii architektury, urbanistyki, sztuki lub konserwacji na Pomorzu Wschodnim.